# Pyrola elliptica
Espèce
Classification APG III (2009)
Synonymes
- Pyrola compacta Jennings[2]
- Thelaia elliptica (Nutt.) Alef.[1]

Pyrola elliptica est une espèce de plantes à fleurs de la famille des Ericaceae présente en Amérique du Nord.

## Répartition
Cette espèce est présente dans le Sud du Canada (incluant le Québec) et dans le Nord et une partie du Sud-Ouest des États-Unis.

## Description
Pyrola elliptica mesure de 15 à 30 cm. Elle présente des fleurs blanches à cinq pétales et quelques feuilles elliptiques avec des pétioles plus courts que le limbe. Elle se rencontre dans les bois secs et les forêts et fleurit de juin à août.

## Pyrola ellipticaet l'Homme
Pyrola elliptica semble avoir des usages médicinaux. On dit que les feuilles contiennent une substance semblable à l'aspirine et ont été utilisées sur les contusions et les blessures pour réduire la douleur. Les Amérindiens utilisaient la plante pour traiter plusieurs maux. Les Cherokee, par exemple, l'utilisaient comme aide dermatologique pour les coupures et les plaies. Les Iroquois auraient donné aux bébés une décoction de racines et de feuilles pour soulager les crises ou les crises d'épilepsie. Ils utilisaient également une infusion composée de plantes pour les rhumatismes. Les Mohegans auraient utilisé une infusion de feuilles comme gargarisme pour les plaies ou les chancres dans la bouche.

## Liste des variétés
Selon Tropicos (12 octobre 2021) (Attention liste brute contenant possiblement des synonymes) :
- variété Pyrola elliptica var. elliptica
- variété Pyrola elliptica var. morrisonensis Hayata